# 成亮 (足球运动员)
成亮（1977年3月3日—），上海人，是已退役的中国职业足球运动员，曾入选中国国家队。
成亮主要司职左右两路边后卫，也能够胜任中后卫，助攻能力较强，而且经常能够利用定位球机会头球得分。

## 职业生涯
成亮1995年从市少体校进入申花青年队，次年曾进入过一线队名单参加了季前热身赛。但是当时成亮出任的是前锋，虽然身材高大，但是力量与速度等都不具备优势，很快又被调回了青年队。
1998年，因为在申花难以获得出场机会，成亮转投当时的同城甲B联赛球队上海浦东，并逐渐成为球队绝对主力，多年征战后最终随球队升入甲A联赛。球队引进国家队主力左后卫吴承瑛后，他改而以打右后卫为主，表现依然出色。
2005年初，成亮以不菲的价格重回申花，也开创了当时上海国际、申花这两支渊源极深的上海球队中，第一次有球员从前者加盟后者的先例。
2009年成亮在赛季开始后不久接替杜威出任上海申花队长，此后又凭借联赛中的出色表现入选中国国家队。2009年5月29日友谊赛对阵德国是他的第一场国际A级赛，当时已年届32岁，是同期国家队中年龄最大的球员。
2010年成亮由于年龄等原因未能在新任主帅布拉泽维奇的阵容中占据一席之地，主要在二队兼任助理教练。夏季二次转会期间，成亮租借至深圳红钻，成为两年内第六位租借至深圳的申花球员。
2011年8月，上海申花调整教练组成亮不再担任球队的助理教练。在球队中后卫球员人选因伤病而減少的情況下，成亮重新回到球员位置，时隔大半个赛季之后再次上场比赛。
2012年11月3日，上海申花在联赛最后一轮对阵青岛中能的比赛中场为成亮举办了退役仪式，至下半场球队3：0领先时成亮替补出场。他从队长于涛手中接过队长的袖标，出任中锋，并且获得了头球攻门的机会。比赛结束后，成亮正式退役。